# Филодендрон лазящий
Филодендрон лазящий, или Филодендрон цепляющийся (лат. Philodendron hederaceum var. hederaceum) — разновидность филодендрона плющевидного, крупное растение из рода Филодендрон семейства Ароидные (Araceae).
По данным Книги рекордов Гиннесса житель Торнтона, Великобритания — М. Дж. Линхарт на 1980-е годы являлся владельцем домашнего филодендрона достигавшего в длину свыше 167 м. В Книге рекордов Гиннесса от 1985 года длина на 1983 год указывалась 569 футов, позднее, в Книге рекордов от 1991 года давалась новая длина растения — 735 футов.

## Ареал
Крупная тропическая лиана. Произрастает в Мексике, в Центральной Америке и низменных пространствах Южной Америки.